# Giorgio Mondini

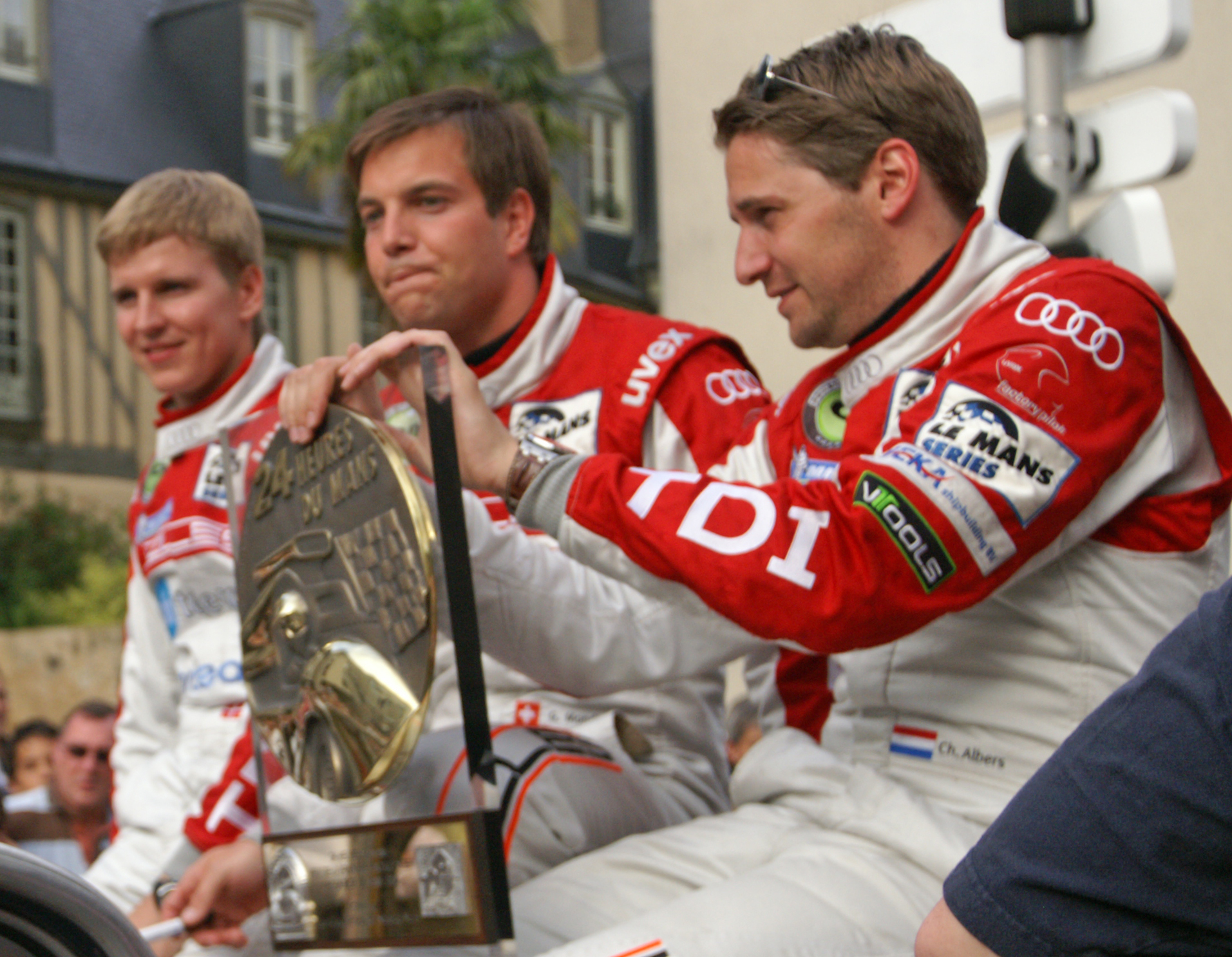
Giorgio Mondini (Mitte) in Le Mans 2009

Giorgio Klaus Giancarlo Mondini (* 19. Juli 1980 in Vandœuvres) ist ein ehemaliger Schweizer Automobilrennfahrer.

## Karriere
Mondini begann seine Motorsportkarriere im Alter von 21 Jahren bei Jenzer Motorsport im Formel Renault 2000 Eurocup. In seinem ersten Jahr erreichte er den 26. Platz, im folgenden Jahr belegte er Platz 17. Darüber hinaus startete er in verschiedenen Formel-Renault-Meisterschaften und gewann ein Rennen der Schweizer Formel Renault.
2003 wechselte Mondini zu EuroInternational in den Formel Renault V6 Eurocup. Mit einem vierten Platz als bestem Resultat belegte er den siebten Platz in der Gesamtwertung. Außerdem nahm er für EuroInternational an der Winterserie der nordamerikanischen Formel Renault teil und schloss die Meisterschaft auf dem fünften Platz ab. 2004 gewann er diese Serie mit drei Einzelsiegen und insgesamt acht Podiumsplatzierungen.
2005 wechselte Mondini in die Formel Renault 3.5, die die World Series by Nissan sowie den Formel Renault V6 Eurocup ersetzte. Er nahm für EuroInternational und Carlin Motorsport an einigen Rennwochenenden teil und beendete die Saison auf dem 24. Gesamtrang. Zur Mitte der Saison 2005 wechselte Mondini in die GP2-Serie und ersetzte Ryan Sharp bei David Price Racing. Mit einem 13. Platz als bestes Ergebnis belegte er am Saisonende punktelos den 26. Gesamtrang. Am Ende des Jahres absolvierte er seinen ersten Formel-1-Test für Renault.
2006 startete Mondini zunächst für das Schweizer A1-Grand-Prix-Team. Er nahm an den letzten zwei Rennwochenenden teil und löste seinen Landsmann Neel Jani ab. Außerdem wurde er 2006 als Formel-1-Testfahrer des Teams MF1 Racing engagiert, dabei kam er in neun der insgesamt 18 Formel-1-Rennen der Saison als dritter Fahrer im Freitagstraining zum Einsatz. 2007 nahm er für EuroInternational am letzten Rennwochenende der Formel Renault 3.5 teil und beendete die Saison auf dem 40. Platz. Außerdem nahm Mondini 2007 an einem Rennen der FIA-GT-Meisterschaft teil und gewann ein Rennen in der spanischen GT-Meisterschaft.
Nach einer einjährigen Pause kehrte Mondini 2009 in den internationalen Motorsport zurück. Für das Team Kolles startete er zu drei Rennen in der LMP1-Klasse der Le Mans Series. Darüber hinaus nahm er für Kolles am 24-Stunden-Rennen von Le Mans teil und beendete es auf dem neunten Platz.
Im Februar 2011 nahm Mondini für HRT an Formel-1-Testfahrten teil.

## Statistik

### Karrierestationen
| - 2001: Formel Renault 2000 Eurocup (Platz 26) - 2001: Deutsche Formel Renault - 2002: Formel Renault 2000 Eurocup (Platz 17) - 2002: Schweizer Formel Renault (Platz 10) - 2002: Italienische Formel Renault - 2003: Formel Renault V6 Eurocup (Platz 7) | - 2003: Nordamerikanische Formel Renault, Winterserie (Platz 5) - 2004: Formel Renault V6 Eurocup (Meister) - 2005: Formel Renault 3.5 (Platz 24) - 2005: GP2-Serie (Platz 26) - 2005: Formel 1 (Testfahrer) - 2006: A1 Grand Prix | - 2006: Formel 1 (Testfahrer) - 2007: Formel Renault 3.5 (Platz 40) - 2007: FIA-GT-Meisterschaft - 2007: Spanische GT-Meisterschaft, GTA (Platz 15) - 2009: Le Mans Series |

### Le-Mans-Ergebnisse
| Jahr | Team        | Fahrzeug     | Teamkollege       | Teamkollege        | Platzierung | Ausfallgrund |
| ---- | ----------- | ------------ | ----------------- | ------------------ | ----------- | ------------ |
| 2009 | Team Kolles | Audi R10 TDI | Christijan Albers | Christian Bakkerud | Rang 9      |              |